# Gáspárik Attila
Gáspárik Attila (Nagyvárad, 1965. június 1. –) romániai magyar színész, tanár, projektmenedzser, médiaszakember, 2012-2022 között a Marosvásárhelyi Nemzeti Színház vezérigazgatója.

## Élete és pályafutása
1984 és 1988 között a Marosvásárhelyi Szentgyörgyi István Színművészeti Intézetben végzett, Lohinszky Lóránd osztályában, színész szakon. 1988-tól 2001-ig a Marosvásárhelyi Nemzeti Színház Tompa Miklós Társulatának színművészeként tevékenykedett.
2000-2003 között projektmenedzseri diplomát szerzett a Codex Open University Business School-on, majd 2002-2007 között doktori címet a neveléstudományok terén a jászvárosi Alexandru Ioan Cuza Egyetemen, témavezető tanár: dr. George Văideanu. Dolgozatában a tanár órán való viselkedését, mint színházi szerepet elemzi. A tanár-színész párhuzamba állításával a tanítás hatékonyságának lehetőségit tágítja.
1990-ben Nagy Istvánnal Erdélyben megteremti a z addig ismeretlen politikai kabaré műfaját. Mindketten a Gruppen-Hecc kabarétársulat alapítói. A kabarétársulat Nagy István – Gáspárik Attila duó köré szerveződött akkor, amikor a kezdeti televíziós szerepléseket felváltotta a rádiókabaré. Először Nagy Istvánnal léptek fel 1991-ben a bukaresti televízió magyar adásában. Akkor született meg a kabaréjuk két őstípusa: Gáspárik legismertebb szerepeként Pityu, a műveletlen, nehéz felfogású kontár munkás és a botcsinálta politikus, akik kisebb-nagyobb kihagyásokkal vissza-visszatértek különböző előadásaikban.
1990-től a Román Rádiótársaság és a Román Televízió, a Duna Televízió külső munkatársa, valamint a Marosvásárhelyi Színművészeti Egyetem óraadó tanára.
1990-től ír különböző lapokban közéleti és művészi tárgyú cikkeket: Népújság, Erdélyi Riport, Új Magyar Szó, maszol.ro, transindex.ro, vasarhely.ro, de jelentek meg cikkei a Criticai lapokban, Observatorul Culturalban, a Korunkban, a Színház Folyóiratban.
1992-ben az egyik alapítója az Alter-Native Nemzetiközi Rövidfilmfesztiválnak, jelenleg művészeti igazgatója.
Tanított a Sapientia Erdélyi Tudományegyetemen, a Babeș-Bolyai Tudományegyetemen és a Pécsi Tudományegyetemen óraadóként Felnőttképzési és Emberi Erőforrás Fejlesztési Karon.
2000-től az Országos Audiovizuális Tanács (CNA) tagja, 2002 és 2008 között alelnöke volt. 2008 márciusában a Marosvásárhelyi Művészeti Egyetem rektora lett. Rektorátusa alatt indul be az egyetemen a táncszak, a látványtervezőszak, médiaszak, drámaírói mesteri, és felépül az egyetem Stúdió 2.1 épülete. 2011. július 1-jei hatállyal kinevezték a Marosvásárhelyi Nemzeti Színház vezérigazgatójává. Emiatt augusztusban lemondott az egyetemnél betöltött rektori tisztségéről. 2013-tól az egyetem professzora, improvizációt és színészmesterséget, rádiós műhelygyakorlatot tanít magyar nyelven. Utódjául a korábbi rektorhelyettest, Sorin Crișant választották meg.
2005-2011 között bloggerként is követhető az online médiában.
2008-2019 közt a Comunitas alapítvány ösztöndíjbizottság tagja.
2011-től a Felsőoktatási Finanszírozás Országos Bizottságának (CNFIS) tagja.
2011 óta leigazolt sportoló a Master Ski and Bike Marosvásárhely sportklubnál. Triatlonos.
2011-2019 között az ETV Erdélyi Kávéház műsorvezetője, az ETV 2019-ben azonnali hatállyal szerződést bontott vele.
2012 nyarán Maros megyei tanácsosi mandátumot nyert az RMDSZ listáján. 2012 október 18-án mondott le Maros megyei önkormányzati képviselői tisztségéről személyes okokra hivatkozva
2015 tavaszán plagizálással vádolták meg.a bukaresti ASA Kiadónál napvilágot látott, Catedra din scenă című szakkönyvében hivatkozás nélkül vett át szövegrészeket más szerzőktől, és forrásmegjelölés nélkül használta fel azokat. A sajtó megkeresésére Gáspárik nem tagadta a vádakat, azt mondta: „Megtörténhet, hogy elfelejtettem kitenni az idézőjeleket. Nem tudom, mert még nem vizsgáltam meg.” Utódja a Marosvásárhelyi Művészeti Egyetem rektori székében a plágiumügy kivizsgálását hivatalos értesítés hiányára hivatkozva utasította el, az ügyet azóta se vizsgálták ki.
2016-tól doktori tanulmányokat folytat a modern történelem szakon a Marosvásárhelyi Orvosi, Gyógyszerészeti, Tudomány és Technológiai Egyetemen. Kutatása tárgya: a marosvásárhelyi Székely Színház megalakulásának körülményei, doktorátusa vezetője dr. Sigmirean Cornel.
2017 januárjában sikeres versenyvizsgát követően újabb öt évre kinevezték a marosvásárhelyi színház élére. 2022-ben távozott a teátrum éléről.

## Elismerései
- 1990-től a Román Országos Színházi Szövetség, az UNITER tagja
- Romániai Országos Kulturális Alap (AFCN) elbíráló
- 2010-től a Magyar Tudományos Akadémia külső tagja
- 2010: a Magyar Köztársasági Érdemrend lovagkeresztje[19] – „a minőségi média védelme és ösztönzése, valamint a Marosvásárhelyi Művészeti Egyetem nemzetközi akkreditációja érdekében végzett tevékenysége elismeréseként”[20]
- I. L. Caragiale Színház- és Filmművészeti Egyetem – Kiválósági Oklevél

## Szerepei

### Színházi szerepei
A Marosvásárhelyi Nemzeti Színházban 1987-től játszik. Közel száz színpadi szerepet játszott, olyan rendezőkkel, mint Kincses Elemér, Anca Bradu, Keresztes Attila, Novák Eszter, Harsányi Zsolt, Tufan Imamutdinov, Radu Afrim.
A Marosvásárhelyi Nemzeti színház Tompa Miklós Társulatánál játszott szerepei:
- MÁRK – Ivan Viripajev: Részegek, rendező: Radu Afrim, 2018
- MÜLLER FERENC – Sütő András: Egy lócsiszár virágvasárnapja, rendező: Sebestyén Aba, 2017
- DUNCAN, skót király – William Shakespeare: Macbeth, rendező: Keresztes Attila, 2016
- LEOPOLD MARIA, LIPPERT-WEILERSHEIM HERCEGE – Kálmán Imre – Béfeffi István – Kellér Dezső – Gábor Andor: Csárdáskirálynő, rendező: Tasnádi Csaba
- 2014/2015-ös évad
- MATELLUS – Albert Camus: Caligula, rendező: Tufan Imamutdinov
- RADNAI PALI, főmérnők – Molter Károly: Tank, rendező: Gáspárik Attila
- 2013/2014-es évad
- ANTONIO – Pierre-Augustin Beaumarchais: Figaro, rendező: Keresztes Attila
- KÉNYSZERLESZÁLLÁS – Verses pódiumműsor Szilágy Domokos verseiből
- 2012/2013-as évad
- MIHAIL IVANOV KOSZTILJOV – Makszim Gorkij: A Mélyben (Éjjeli menedékhely), rendező: Keresztes Attila
- FÉRFI – Örkény István: Változatok, rendező: Kövesdy István – felolvasó színház
- Lilike Medika leveleiből – Felolvasó színház, rendező: Gáspárik Attila
- ALFRED P. DOOLITTLE – Alan Jay Lerner, Frederick Loewe: My fair lady, rendező: Harsányi Zsolt
- 2010/2011-es évad
- ŠVEJK – Jaroslav Hašek – Spiró György: Švejk, rendező: Kincses Elemér
- 2009/2010-es évad
- RENDŐRKAPITÁNY – Ödön von Horváth: Mit csinál a kongresszus?, rendező: Bocsárdi László
- 2000 előtt:
- HOLD – William Shakespeare: Szentivánéji álom, rendező: Novák Eszter, 2000
- HÓBORTH – Frank Wedekind: A tavasz ébredése, rendező: Anca Bradu, 2000
- BANKÁR – Friedrich Dürrenmatt: A nagy Romulus, rendező: Kincses Elemér, 1999
- KERTÉSZ – Jean Giraudoux: Elektra, rendező: Anca Bradu, 1999
- ELŐADÓ – Színészbál, rendező: Kovács Levente, Gáspárik Attila, 1999
- ELŐADÓ – Más léggömb nincs?!, rendező: Kovács Levente, 1998
- TONI – Carlo Goldoni: Chioggiai csetepaté, rendező: Novák Eszter, 1998
- MARCIZ – Milan Kundera: Jaques és a gazdája, rendező: Bokor Péter, 1998
- HITLER – Kincses Elemér: Koporshow, rendező: Kincses Elemér, 1998
- HOHENZOLLERN – Heinrich von Kleist: Homburg hercege, rendező: Kövesdy István, 1997
- SZIGALJOV – Dosztojevszkij: Ördögök, rendező: Kincses Elemér, 1997
- HELMUTH – Szőcs Géza: A kisbereki böszörmények, rendező: Kincses Elemér, 1997
- ÁBEL – Sütő András: Káin és Ábel, rendező: Kincses Elemér, 1996
- KOZAKOV – Leo Birinski: Bolondok tánca, rendező: Kovács Levente, 1995
- PISTOL – William Shakespeare: Falstaff, rendező: Horváth Z. Gergely (Kisvárdai Várszínház)
- EPHESUS-I ANTIPHOLUS – William Shakespeare: Tévedések vígjátéka, rendező: Gali László, 1994
- MAKK JÓZSEF – Sütő András: Az ugató madár, rendező: Kincses Elemér, 1993
- Temesvári Csíky Gergely Állami Színházban játszott szerepe:
- SGANARELLE – J.B.P. Molière – Tasnádi István: Mániákusok, rendező: Kántor László, 1998

### Filmszerepei
Több magyar és román filmben játszott kisebb szerepet, többek között Elek Judittal és András Ferenccel, Tudor Giurgiuval dolgozott együtt.

## Rendezései
- Háromszékközt a pad alatt – Tamási Áron Színház, Sepsiszentgyörgy, 2000
- Josep Maria Miró: Archimedes elve – Marosvásárhelyi Nemzeti Színház Liviu Rebreanu Társulat, 2016
- Hadar Garlon: Mikve – Marosvásárhelyi Stúdió Színház, 2017
- Agatha Christie: A láthatatlan hóhér – Marosvásárhelyi Nemzeti Színház Tompa Miklós Társulat Archiválva 2019. október 15-i dátummal a Wayback Machine-ben, 2018

## Kötetei
- Kovács György 100 – UAT Kiadó, 2010, Marosvásárhely
- Megszületett Kolozsváron. Interjúk az erdélyi magyar színművészeti felsőoktatás intézményeiről; Ábel, Kolozsvár, 2014
- A színház kiterjedése. Esszék, tanulmányok, párbeszédek; Pont, Bp., 2016 (Conflux)
- Teátrális világ(unk)? Esszék, tanulmányok, párbeszédek; Pont, Bp., 2018
- A színházi tehetség; Pont, Bp., 2019
- A tehetség gátjai. Esszék, tanulmányok, párbeszédek; Pont, Bp., 2023 (Conflux)

## CD-K, hangoskönyvek
- Szávai Géza: A Zöld Sivatag vőlegénye